# Christoph Leitl

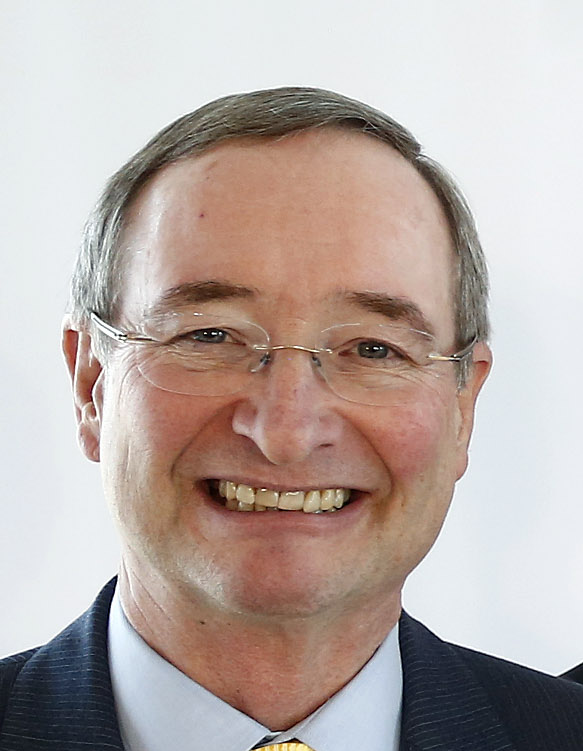
Christoph Leitl (2016)

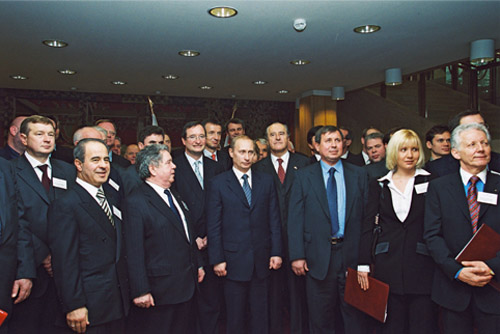
Leitl empfängt den russischen Präsidenten, Wladimir Putin und eine russische Wirtschaftsdelegation in der Wirtschaftskammer-Zentrale (2001)

Christoph Leitl (* 29. März 1949 in Linz, Oberösterreich) ist ein österreichischer Unternehmer und Politiker (ÖVP). Von 2000 bis 2018 war er Präsident der Wirtschaftskammer Österreich (WKO) und von 2018 bis 2021 Präsident der europäischen Wirtschaftskammer Eurochambres.

## Leben
Nach Besuch des Bundesrealgymnasium Linz Fadingerstraße studierte Christoph Leitl Sozial- und Wirtschaftswissenschaften an der Johannes Kepler Universität Linz. 1973 wurde er zum Dr. rer. soc. oec. promoviert. Von 1977 bis 1990 war er Geschäftsführer der Firma Bauhütte Leitl-Werke Ges.m.b.H in Eferding, die sein Vater Karl Leitl nach dem Krieg aufgebaut hatte.
In der Nacht vom 13. auf den 14. September 1979 entkam Leitl knapp einem Entführungsversuch. Die von der linksterroristischen RAF in der Bundesrepublik Deutschland inspirierten Entführer wollten gegen die Marktwirtschaft und den Kapitalismus protestieren. Sie wurden zwei Jahre später festgenommen. Später stellte sich heraus, dass auch die Entführung der Leitl-Kinder geplant war. Ein Mittäter hatte dieses Vorhaben jedoch vereitelt, da er kein Kind entführen wollte. Zum Dank besuchte Leitl den Mann mehrmals im Gefängnis und verschaffte ihm anschließend eine Stelle als Elektriker im Familienbetrieb.
In mediale Kritik kam Leitl, da er neben seiner Funktion als Wirtschaftskammerpräsident von 2004 bis Juni 2018 auch Obmann der gesetzlich vorgeschriebenen, monopolistisch agierenden Sozialversicherungsanstalt der gewerblichen Wirtschaft (SVA) war. Dies würde laut Kritik einen Gewissenskonflikt darstellen. Im Juni 2018 folgte ihm Harald Mahrer als Obmann der SVA nach.
Die Juristin und Präsidentin des Oberlandesgerichtes Wien Katharina Lehmayer ist seine Schwester, die Rechtswissenschaftlerin Barbara Leitl-Staudinger ist seine Tochter.

## Politik
Von 1990 bis 2000 war Leitl Abgeordneter zum Oberösterreichischen Landtag und Wirtschaftslandesrat von Oberösterreich; von 1995 bis 2000 Landeshauptmannstellvertreter. Von 1999 bis 2017 war er Bundesobmann bzw. Präsident des Österreichischen Wirtschaftsbundes, einer Teilorganisation der ÖVP. Am 18. Dezember 2017 folgte ihm der bisherige Wirtschafts- und Wissenschaftsminister Harald Mahrer in diesem Amt nach.
2000 trat er als sein Amt als Präsident der Wirtschaftskammer Österreich an (Nachfolger von Leopold Maderthaner). In dieser Funktion wurde er zweimal, 2004 und 2009, wiedergewählt. Am 18. Mai 2018 übergab er das Amt an Harald Mahrer. Von 2002 bis 2005 bekleidete er außerdem in zwei Perioden das Präsidentenamt der Europäischen Handelskammerverbands Eurochambres (seit 2006 Ehrenpräsident). Im Oktober 2017 wurde er zum zweiten Mal zum Präsidenten von Eurochambres gewählt, für eine zweijährige Funktionsperiode ab 1. Jänner 2018. Im Oktober 2019 wurde er als Präsident von Eurochambres für zwei weitere Jahre wiedergewählt.
Von 2004 bis Juni 2018 war er Obmann der Sozialversicherungsanstalt der gewerblichen Wirtschaft.
Für Aufsehen sorgte Leitls Äußerung im Wahlkampf Anfang September 2013, Österreich sei „abgesandelt“ (heruntergekommen, abgewirtschaftet), sei im internationalen Vergleich lediglich noch Mittelmaß. Er bezog sich dabei auf das verschlechterte Ranking des Schweizer Wirtschaftsinstituts IMD. Die Äußerung wurde innerhalb und außerhalb der ÖVP kontrovers aufgenommen. Trotz ähnlicher Aussagen (Maria Fekter bezeichnete den Standort Österreich als „ramponiert“) gab es auch viel Kritik, auch aus der eigenen Partei. Im internationalen Ranking stehe Österreich gut da, sei wettbewerbsfähig, es mangele allerdings an der Reformbereitschaft der Politik und an zukunftsfähigen Investitionen und Arbeitsmarkteffizienz. Damit sei Leitls Äußerung „zum Teil richtig.“
Im Dezember 2019 wurde er als Nachfolger von Jörg Leichtfried zum Präsidenten der Europäischen Bewegung Österreich (EBÖ) gewählt.

## Ehrungen und Auszeichnungen
- Großkreuz des Verdienstordens Pro Merito Melitensi des Malteserordens.[14] (2006)
- Orden der Freundschaft (2009)[15]
- Silbernes Komturkreuz mit dem Stern für die Verdienste um das Land Niederösterreich (2017)[16]

### Negativpreise
- 2015 und 2016 erhielt Leitl den "Black Globe Award" von Global 2000, Greenpeace, Klimabündnis und WWF, der "die prominentesten Klimawandelleugner und Klimaschutzbremser in Österreich" auszeichnet.[17][18]

## Publikationen (Auswahl)
- Österreich für Optimisten, gemeinsam mit Heinz Fischer, Ecowin-Verlag, Salzburg 2017, ISBN 978-3-7110-0158-0
- China am Ziel! Europa am Ende?, Ecowin-Verlag, Wals 2020, ISBN 978-3-7110-0256-3